# Camissoniopsis lewisii
Camissoniopsis lewisii är en dunörtsväxtart som först beskrevs av Peter Hamilton Raven, och fick sitt nu gällande namn av Warren Lambert Wagner och Hoch. Camissoniopsis lewisii ingår i släktet Camissoniopsis och familjen dunörtsväxter. Inga underarter finns listade i Catalogue of Life.